# Chris (Luca Leoni)
Chris è un singolo di Luca Leoni e secondo estratto dall'album Io ballo fuori tempo. 

## Descrizione
Il video ufficiale della canzone viene pubblicato durante il 2006 e vede la regia di Andrea Livio e la produzione artistica Chris Xbass Lisi. Nello stesso appare, tra gli altri, lo stesso Leoni. La clip è stata girata tra Bogotà e Milano.
Rispetto all'altro singolo estratto sempre dal compact disc Io ballo fuori tempo, intitolato Ballo fuori tempo, non ha riscosso il medesimo successo. Nonostante ciò, il singolo è riuscito ad entrare in alcune classifiche digitali.